# واهرام باغداساریان
واهرام واغیناکی باغداساریان (Վահրամ Վաղինակի Բաղդասարյան؛ زادهٔ ۱۵ ژوئن ۱۹۶۱) یک سیاستمدار اهل ارمنستان است که از تاریخ تا تاریخ نمایندگی نماینده دوره‌های اول، دوم، سوم، پنجم و ششم مجلس ملی جمهوری ارمنستان را برعهده داشت.

## زندگی‌نامه
در ۱۵ ژوئن ۱۹۶۱ در وانادزور به دنیا آمد و از دانشگاه دولتی ایروان فارغ‌التحصیل شد. 